# Ranch de la Croix-des-Bouquets
Le Ranch de La Croix-des-Bouquets, aussi appelé Centre FIFA Goal ou Camp Nous, était un centre de formation de football à Croix-des-Bouquets, en Haïti, financé par la FIFA dans le cadre du programme FIFA Forward. Il visait à offrir aux jeunes talents un encadrement sportif et éducatif. Cependant, en raison de l’insécurité et de problèmes de gestion, il a été fermé en novembre 2021 par la Fédération haïtienne de football (FHF),.

## Historique
Le centre est l’ancienne résidence de villégiature du dictateur Jean-Claude Duvalier abrite. Le centre a contribué à la formation de nombreux joueurs haïtiens, dont ceux de l’équipe U-17 ayant participé à la Coupe du Monde 2007, ainsi que des joueuses comme Melchie Dumornay et Nérilia Mondésir, qui se sont illustrées lors du Mondial U-20 Féminin 2018. Le centre accueille plus de 500 enfants, dont la majorité sont des filles. En plus des enfants, le centre abrite également le personnel de soutien, comprenant des cuisinières, des encadreurs et certains entraîneurs. En règle générale, les jeunes quittent le centre après avoir participé au championnat des moins de 20 ans,.
Sa fermeture a été motivée par l’insécurité grandissante dans la commune de Croix-des-Bouquets, empêchant le bon fonctionnement des activités. Plusieurs jeunes ont été contraints d’arrêter leur formation, tandis que certains ont poursuivi leur carrière à l’étranger.
Le Ranch de La Croix-des-Bouquets a été un pilier du football haïtien, mais sa fermeture compromet la formation de futurs talents. Plusieurs observateurs appellent à sa réouverture ou à la mise en place d’un nouveau centre dans un lieu plus sécurisé.
Après sa fermeture, le site a été utilisé pour d'autres activités. En 2022, il a accueilli les entraînements du Violette AC, soulevant des questions sur l’accès limité aux jeunes talents. En parallèle, le Ministère de la Jeunesse et des Sports a rouvert l’École Espoir Michaël Sylvestre, proposant des formations en métiers techniques.
Le centre a aussi été touché par un scandale en 2020, lorsque des accusations d’abus sexuels ont été portées contre Yves Jean-Bart, président de la FHF, entraînant des appels à une enquête approfondie.

## Joueurs et joueuses formés au Ranch de La Croix-des-Bouquets
Plusieurs talents issus de ce centre ont réussi à se faire un nom sur la scène nationale et internationale. Parmi eux, on retrouve des joueurs ayant participé à la Coupe du Monde U-17 de la FIFA 2007, ainsi que des joueuses qui ont brillé lors du Mondial U-20 Féminin 2018.

### Joueurs formés au Ranch
- Joueurs de la génération U-17 (Coupe du Monde 2007)
- Mechack Jérôme

### Joueuses formées au Ranch
- Melchie Dumornay (surnommée Corventina, évolue à l’Olympique lyonnais)
- Nérilia Mondésir (capitaine de la sélection haïtienne, joue en France)
- Sherly Jeudy
- Batcheba Louis